# Leuna
Leuna település Németországban, azon belül Szász-Anhalt tartományban. Lakosainak száma 14 174 fő (2023. december 31.). Leuna Markranstädt, Schkeuditz és Merseburg községekkel határos.

## Népesség
A település népességének változása:
| Lakosok száma | 10 000 | 14 471 | 6929 | 13 947 | 13 969 | 13 899 | 14 011 | 14 174 |
|               | 1960   | 2010   | 2012 | 2017   | 2019   | 2021   | 2022   | 2023   |